# Гайда (вестник)
„Гайда“ е български сатиричен вестник, редактиран от Петко Славейков и издаван в Цариград. Подзаглавието му е „Сатирический вестник за свестявание на българите. Издава се всеки 15 дена. Годишен абонамент 2 бели меджидиета“.
Първият му брой излиза на 15 юни 1863 г., а последният – на 15 април 1867 г. Спрян от турската цензура за периода 24 април 1865 г. – 1 януари 1866 г. След подновяването излиза като филологично списание, „нравствената цел на което ще е със занимателното си съдържание да приучи на прочитание нашите съотечественици“. Изданието дава възможност на Петко Славейков да се утвърди като национална фигура в публичнопо пространство на нацията.
Първото публикувано стихотворение на Христо Ботев – Майце си, е отпечатано в последния брой на „Гайда“. Вестникът дава поле за изява на обществено-политическите възгледи на своя редактор. Важна е ролята му за отстояване позициите на крайното крило на църковнонационалното движение на българите срещу Цариградската патриаршия.
В анкета, организирана от СБЖ сред журналисти от българските национални медии, проведена през 2003 г. и посветена на 140-годишнината на вестника, „Гайда“ е посочен на първо място в отговора на въпроса „Кои са 15-те най-значителни български хумористично-сатирични вестници и списания през периода 1863 – 2003 г.?“